# إمبراطورية الشمس (رواية)
إمبراطورية الشمس Empire of the Sun هي رواية للكاتب الإنجليزي جيه جي بالارد، نشرت عام 1984، عن دار نشر غولانس.

## روابط خارجية
- إمبراطورية الشمس على موقع الموسوعة البريطانية (الإنجليزية)